# 職業訓練指導員 (電気通信科)
職業訓練指導員 (電気通信科)（しょくぎょうくんれんしどういん でんきつうしんか）は、職業訓練指導員免許のうちの1つ。厚生労働省管轄。

## 受験資格
職業訓練指導員免許の受験資格と試験免除を参照。
電気通信科においては、第1級、第2級または第3級総合無線通信士の保有者、および航空無線通信士の保有者は、実務経験不要。さらに、第1級総合無線通信士の保有者は、「実技」、「系基礎学科」、「専攻学科」の各試験が免除され、「指導方法」の学科試験のみでよい。

## 試験科目
学科試験
1. 指導方法（職業訓練原理、教科指導法、訓練生の心理、生活指導及び職業訓練関係法規）
2. 関連学科

- 系基礎学科
  - 電子工学（電気磁気学、電気回路、アナログ回路、デジタル回路、電子計測、通信機器、材料）
  - 安全衛生（安全管理、衛生管理）
  - 関係法規（電気通信事業法、国内通信法規、国際電気通信条約）

- 専攻学科
  - 通信工学（情報理論、データ通信、通信システム方式、伝送工学、通信電力、信頼性工学）
  - 機器設備（交換設備、端末設備、電力設備）
  - 電子計算機（電子計算機の構造及び機能、プログラム言語、オペレーティングシステム）

実技試験
1. 電気通信